# Józsefváros
Józsefváros – dzielnica stolicy Węgier, Budapesztu. W miejskiej numeracji administracyjnej oznaczona numerem VIII.

## Położenie
Dzielnica Józsefváros znajduje się w peszteńskiej części miasta, w bezpośrednim centrum Budapesztu. Od wschodu graniczy z dzielnicą Kőbánya, od południa z dzielnicą Ferencváros, od zachodu z dzielnicą Belváros-Lipótváros, zaś od północy z dzielnicą Erzsébetváros.

## Nazwa
Nazwę dzielnicy Józsefváros po polsku tłumaczyć można jako „Miasto Józefa”. Swoją nazwę znajdujące się na tych terenach miasto, a obecnie dzielnica, zawdzięcza królowi Węgier Józefowi II.

## Historia
Dzielnica powstała w wyniku połączenia Budy, Pesztu i Óbudy w jedno miasto 1 stycznia 1873 roku.

## Osiedla
W skład dzielnicy wchodzą osiedla:
- Józsefváros
- Istvánmező (część)
- Kerepesdűlő
- Tisztviselőtelep

## Zabytki
Na terenie dzielnicy znajdują się następujące zabytki:
- Węgierskie Muzeum Narodowe
- dawny gmach Parlamentu
- dawny hotel Pannónia
- dawna Akademia Wojskowa Ludovika

## Komunikacja
W dzielnicy mieści się kolejowy Dworzec Wschodni.